# Rita Cadillac
Rita de Cássia Coutinho, hay còn được biết đến với nghệ danh là Rita Cadillac, (sinh ngày 13 tháng 6 năm 1954) là nữ ca sĩ và vũ công người Brasil. Bà lấy tên Rita Cadillac từ một vũ công nổi tiếng người Pháp trong khoảng những năm 1950 đến 1960. Rita được biết đến nhiều với tư cách là một vũ công trong chương trình truyền hình do nghệ sĩ hài Chacrinha làm MC.

## Sự nghiệp
Cadillac sinh ra tại thành phố Rio de Janeiro, Brasil. Năm 1982, bà cùng với nữ ca sĩ Gretchen tham gia trong phim điện ảnh Aluga-se Moças. Năm 2003, bà tham gia phim điện ảnh Carandiru với tư cách vai diễn khách mời.
Năm 2004, ở độ tuổi 50, Cadillac ký một hợp đồng trị giá 500.000 R$ với nhà sản xuất phim khiêu dâm Brasileirinhas. Trong khoảng thời gian từ năm T 200đến năm o 2009bàixuất hiện trong 11 phim khiêu dâm của hãng Brasileirinhas. Năm 2009, bà khởi động một dự án người mẫu ảnh cho các vũ công mang tên "Cléo Cadillac".
Trong cuộc bầu cử cán bộ nhà nước năm 2008 tại Brasil, bà là ứng cử viên cho Đảng Xã hội Brasil (Brazilian Socialist Party) trong cuộc tranh cử thị trưởng thành phố Praia Grande.
Vào tháng 4 năm 2010, phim tài liệu Rita Cadillac - A Lady do Povo ra mắt công chúng tại Brasil. Phim nói về cuộc đời của Rita Cadillac từ thời thơ ấu cho đến năm 2007 (năm sản xuất phim).
Vào tháng 7 năm 2017, Cadillac cùng Gretchen xuất hiện trong đoạn trailer quảng cáo cho sê-ri GLOW trên đài Netflix Brasil.